# أرت كلاين
أرت كلاين (بالإنجليزية: Art Klein) هو مهندس أمريكي، ولد في 16 مارس 1889، وتوفي في 6 يونيو 1955.